# Wataru Sasaki
Wataru Sasaki (født 28. juli 1996) er en japansk fodboldspiller, som spiller for den japanske fodboldklub Kamatamare Sanuki.